# (5150) Fellini
Pour l’article homonyme, voir Fellini (homonymie).
(5150) Fellini est un astéroïde de la ceinture principale.

## Description
(5150) Fellini est un astéroïde de la ceinture principale. Il fut découvert le 17 octobre 1960 à l'Observatoire Palomar par Cornelis Johannes van Houten, Ingrid van Houten-Groeneveld et Tom Gehrels. Il présente une orbite caractérisée par un demi-grand axe de 2,48 UA, une excentricité de 0,11 et une inclinaison de 6,7° par rapport à l'écliptique.

## Nom
Cet astéroïde a été nommé en mémoire de Federico Fellini (1920-1993), cinéaste italien, reconnu mondialement comme « le maestro du cinéma italien », il a inspiré toute une génération de cinéastes. Il est surtout connu pour avoir réalisé « La strada » et « Amarcord ». Le nom de l'astéroïde a été proposé par M.-R. Visscher.

## Compléments